# Agriades erzurumensis
Agriades erzurumensis är en fjärilsart som beskrevs av Wolfgang Eckweiler och Hesselbarth 1978. Agriades erzurumensis ingår i släktet Agriades och familjen juvelvingar. Inga underarter finns listade i Catalogue of Life.